# Claisenova kondenzace
Claisenova kondenzace je druh kondenzační reakce vytvářející vazbu uhlík-uhlík, které se účastní dvě molekuly esterů nebo esteru a jiné karbonylové sloučeniny za přítomnosti silné zásady, a jejím produktem je β-keto ester nebo β-diketon.
Objevil ji Rainer Ludwig Claisen v roce 1887.

## Podmínky provedení reakce
Alespoň jeden z reaktantů musí být enolizovatelný (tedy mít v molekule α-proton a být deprotonovatelný na enolátový anion). Existuje velký počet kombinací enolizovatelných a neenolizovatelných karbonylových sloučenin, podle kterých se Claisenova kondenzace dělí na několik druhů.
Použitá zásada nesmí způsobovat nukleofilní substituční nebo adiční reakci. Z tohoto důvodu se obvykle používají sodné alkoxidy, konkrétně konjugované zásady vznikajících alkoholů (například ethoxid sodný, pokud vzniká ethanol). U smíšených Claisenových kondenzací je možné použít nenukleofilní zásady, jako je diisopropylamid lithný, protože je enolizovatelný jen jeden reaktant.
Alkoxy skupina esteru musí být dobrou odstupující skupinou. Často se používají methyl- a ethylestery.

## Rozdělení
- Klasická Claisenova kondenzace - mezi dvěma molekulami s enolizovatelným esterem

- Smíšená Claisenova kondenzace, reakce enolizovatelného esteru nebo ketonu s neenolizovatelným esterem

- Dieckmannova kondenzace, kde u molekuly obsahující dvě esterové skupiny dojde k vnitromolekulární reakci, jejímž produktem je cyklický β-ketoester. Na vznikajícím cyklu musí být co možná nejmenší kruhové napětí, většinou tak vznikají pětičlenné či šestičlenné cykly.

## Mechanismus
V prvním kroku silná zásada odštěpí α-proton za vzniku enolátového aniontu, který je díky delokalizaci elektronů poměrně stabilní. Poté je karbonylový uhlík druhého esteru nukleofilně atakován enolátem. Dochází tak k odstranění alkoxyskupiny (a tedy tvorbě/obnovení alkoxidu) a alkoxid odštěpí nově vytvořený α-proton za vzniku dalšího rezonančně stabilizovaného enolátu. Následně přídavek kyseliny (například sírové nebo fosforečné) vede k neutralizaci enolátů a/nebo jiných přítomných zásad. Vzniklý β-ketoester či β-diketon je pak izolován. Při reakci je potřeba stechiometrické množství zásady, protože odštěpení α-protonu termodynamicky usnadňuje tuto jinak endergonickou reakci.
Claisenova kondenzace neprobíhá u sloučenin obsahujících pouze jeden α-vodík.
| Animace mechanismu Claisenovy kondenzace |
| animace                                  |

## Stobbeova kondenzace
Stobbeova kondenzace je obměna Claisenovy kondenzace použitá u diethylesteru kyseliny jantarové, při které není třeba používat tak silné zásady. Jako příklad lze použít reakci s benzofenonem:
Mechanismus této reakce, probíhající přes laktonový meziprodukt (5), je znázorněn na tomto obrázku:
Stobbeova kondenzace je prvním krokem Sargesovy syntézy tametralinu a může být použita i při syntéze dimefadanu.